# Залив Астронавтов
Залив Астронавтов (лат. Sinus Astronautorum) — залив на обратной стороне Луны, обозначенный на первой её карте, составленной ЦНИИ геодезии, аэросъёмки и картографии и Государственным астрономическим институтом им. П. К. Штернберга в январе—апреле 1960 года по фотографиям, переданным АМС «Луна-3» 7 октября 1959 года.

## Описание
Залив Астронавтов находится в южной части моря Москвы. Название залива не было утверждено Международным астрономическим союзом.
В 1960 году составлена первая в мире карта обратной стороны Луны, вскоре и первый глобус Луны, а до этого — 30 апреля и 27 октября 1959 вышли также почтовые марки, на которых были указаны кратеры обратной стороны Луны, включая: море Москвы, Советский хребет, залив Астронавтов, море Мечты.